# 红巴里卡德
红巴里卡德（羅馬化：Krasnyye Barrikady），旧名别尔秋利（Бертюль），是俄罗斯阿斯特拉罕州的工人村（市级镇），属伊克里亚诺耶区，在区行政中心伊克里亚诺耶东北方、州首府阿斯特拉罕西南方。
该地2021年有人口6,377人；2010年人口6,488；2002年人口6,304；1989年人口6,184。